# Давыдово (Вашкинский район)
Давыдово — деревня в Вашкинском районе Вологодской области.
Входит в состав Андреевского сельского поселения, с точки зрения административно-территориального деления — в Андреевский сельсовет.
Расстояние по автодороге до районного центра Липина Бора — 27 км, до центра муниципального образования деревни Андреевская — 4 км. Ближайшие населённые пункты — Кононово, Мытник, Первомайский.
По переписи 2002 года население — 117 человек (54 мужчины, 63 женщины). Преобладающая национальность — русские (99 %).